# Assemblée de Niévès
10e législature
Hamilton House
L'Assemblée de Niévès (en anglais : Nevis Island Assembly) est l'organe législatif de Niévès, une île doté d'un statut autonome de la fédération de Saint-Christophe-et-Niévès. Il forme avec le monarque de Saint-Christophe-et-Niévès la législature de l'île.

## Système électoral
L'Assemblée de Niévès est composée de 8 membres dont 5 élus pour cinq ans au scrutin uninominal majoritaire à un tour dans autant de circonscriptions. Les 3 membres restants sont nommés par le gouverneur général sur proposition du Premier ministre de Niévès pour deux d'entre eux et du chef de l'opposition pour le troisième.

## Liste des présidents
| Nom                  | Début | Fin      | Notes |
| -------------------- | ----- | -------- | ----- |
| Spencer Byron        | 1983  | 1996     | [ 3 ] |
| Marjorie Morton      | 1996  | 2011     | [ 4 ] |
| Christine Springette | 2011  | 2013     | [ 5 ] |
| Farrel Smithen       | 2013  | en cours | [ 6 ] |